# Yinchuan
Yinchuan (kinesisk: 银川; pinyin: Yínchuān Shì, tidligere kaldt Ningsia, Ningxia) er en kinesisk by på præfekturniveau som er hovedstad i den autonome region Ningxia Hui i det nordlige Kina. Det har et areal på 66.000 km2, og en befolkning på 6.220.000 mennesker med en tæthed på 89.1 indb./km2 (2009).

## Administrative enheder
Bypræfekturet Yinchuan har jurisdiktion over 3 distrikter (区 qū), et byamt (市 shì) og 2 amter (县 xiàn). 
| Kort               | Kort     | Kort   | Kort          | Kort                   | Kort        | Kort       |
| ------------------ | -------- | ------ | ------------- | ---------------------- | ----------- | ---------- |
| Kort over Yinchuan |          |        |               |                        |             |            |
| #                  | Navn     | Hanzi  | Pinyin        | Befolkning (2003 est.) | Areal (km²) | Indb./km²) |
| Distrikter         |          |        |               |                        |             |            |
| 1                  | Xingqing | 兴庆区 | Xīngqìng Qū   | 390.000                | 768         | 508        |
| 2                  | Jinfeng  | 金凤区 | Jīnfèng Qū    | 130.000                | 290         | 449        |
| 3                  | Xixia    | 西夏区 | Xīxià Qū      | 200.000                | 987         | 203        |
| Byamt              |          |        |               |                        |             |            |
| 4                  | Lingwu   | 灵武市 | Língwǔ Shì    | 230.000                | 4 639       | 50         |
| Amter              |          |        |               |                        |             |            |
| 5                  | Yongning | 永宁县 | Yǒngníng Xiàn | 200.000                | 1.295       | 154        |
| 6                  | Helan    | 贺兰县 | Hèlán Xiàn    | 180.000                | 1.600       | 113        |

## Yinchuan International Car and Motorcycle Tourism Festival
Fra og med år 2000 har der været arrangeret et motorcykelstævne i Yinchuan, Yinchuan International Car and Motorcycle Tourism Festival, som regel i august. Det var i (2009) det største af sin art i Kina.

## Seværdigheder
De kendteste turistattraktioner i bypræfekturet er den såkaldte Sandsøen (沙湖), og Xixia-mausolæerne og det tilknyttede museum om Xi Xias historie (西夏王陵).

## Trafik
Kinas rigsvej 109 løber gennem området. Den knytter Beijing sammen med Lhasa i Tibet. Den løber vestover fra Beijing via Datong, Yinchuan, Lanzhou og Xining til Golmud før den vender mod sydvest mod Lhasa.
Kinas rigsvej 110 har sit endepunkt i Yinchuan. Den begynder i Beijing men følger en mere nordlig rute. Den passerer gennem Zhangjiakou, Jining, Hohhot og Baotou til den ender i Yinchuan. 
Kinas rigsvej 211 har sit startpunkt i Yinchuan. Den løber mod syd til Xi'an i provinsen Shaanxi. 
Kinas rigsvej 307 ender i Yinchuan. Den begynder i Qikou i Hebei og fører gennem provinserne Shanxi og Shaanxi til Yinchuan.
38°28′N 106°16′Ø / 38.467°N 106.267°Ø
- Wikimedia Commons har flere filer relateret til Yinchuan